# Johan Eneroth (militär)
Karl Johan Eneroth, född 5 juli 1955 i Slottsstadens församling i Malmöhus län, är en svensk militär.

## Biografi
Eneroth avlade marinofficersexamen vid Sjökrigsskolan 1977 och utnämndes samma år till löjtnant i kustartilleriet, där han befordrades till kapten 1980 och till major 1985. Han var detaljchef vid Kustartilleriets vapenavdelning i Sektion 2 i Marinstaben från 1988, befordrades till överstelöjtnant 1994 och tjänstgjorde under andra hälften av 1990-talet vid Vaxholms kustartilleriregemente, där han utnämndes till överstelöjtnant med särskild tjänsteställning 1997. I slutet av 1990-talet tjänstgjorde han vid Högkvarteret. Han befordrades till överste 2004, varpå han var chef för Amfibiestridsskolan under 2004, chef för Sjöstridsskolan 2005–2006, chef för Operationsledningsavdelningen (J 3) i OP-enheten i Högkvarteret 2006–2007 och chef för Genomförandeavdelningen (J 3) i Insatsledningen i Högkvarteret 2007–2009. I mitten av 2010-talet tjänstgjorde Eneroth vid Militära underrättelse- och säkerhetstjänsten.